# Elezioni comunali in Piemonte del 1985
Le elezioni comunali in Piemonte del 1985 si tennero il 12-13 maggio.

## Provincia di Torino

### Torino
| Partito                                                          | Partito                                     | Voti    | %     | Seggi | Differenza (%) | /       |
| ---------------------------------------------------------------- | ------------------------------------------- | ------- | ----- | ----- | -------------- | ------- |
|                                                                  | Partito Comunista Italiano                  | 259 196 | 35,36 | 30    | 3,90           | 3       |
|                                                                  | Democrazia Cristiana                        | 171 902 | 23,45 | 20    | 0,07           | Stabile |
|                                                                  | Partito Socialista Italiano                 | 84 043  | 11,47 | 9     | 2,96           | 3       |
|                                                                  | Partito Repubblicano Italiano               | 52 226  | 7,12  | 6     | 3,34           | 3       |
|                                                                  | Partito Liberale Italiano                   | 43 381  | 5,92  | 5     | 0,72           | Stabile |
|                                                                  | Movimento Sociale Italiano-Destra Nazionale | 43 273  | 5,90  | 5     | 0,63           | 2       |
|                                                                  | Partito Socialista Democratico Italiano     | 24 525  | 3,35  | 2     | 1,18           | 1       |
|                                                                  | Lista Civica Verde                          | 13 213  | 1,80  | 1     | -              | 1       |
|                                                                  | Lista Verde                                 | 11 962  | 1,63  | 1     | 1,05           | 1       |
|                                                                  | Democrazia Proletaria                       | 11 233  | 1,53  | 1     | 0,37           | Stabile |
|                                                                  | Alleanza Pensionati d'Italia                | 6 792   | 0,93  | 0     | -              | -       |
|                                                                  | Piemont                                     | 6 063   | 0,83  | 0     | -              | -       |
|                                                                  | Partito Nazionale Pensionati                | 4 695   | 0,64  | 0     | -              | -       |
| Totale                                                           | Totale                                      | 732 954 | 100   | 80    |                |         |
| Votanti                                                          | Votanti                                     | 768 372 | 89,85 |       |                |         |
| Elettori                                                         | Elettori                                    | 855 161 | 100   |       |                |         |
| Fonte: Archivio storico delle elezioni - Ministero dell'Interno. |                                             |         |       |       |                |         |

### Alpignano
| Partito                                                          | Partito                                     | Voti   | %     | Seggi | Differenza (%) | /       |
| ---------------------------------------------------------------- | ------------------------------------------- | ------ | ----- | ----- | -------------- | ------- |
|                                                                  | Partito Comunista Italiano                  | 3 416  | 35,43 | 11    | 4,43           | 2       |
|                                                                  | Democrazia Cristiana                        | 1 675  | 17,37 | 5     | 0,67           | 1       |
|                                                                  | Partito Socialista Italiano                 | 1 437  | 14,91 | 5     | 0,46           | Stabile |
|                                                                  | Indipendenti Alpignano                      | 1 128  | 11,70 | 3     | 3,77           | 1       |
|                                                                  | Indipendenti di Sinistra                    | 949    | 9,84  | 3     | 1,56           | 1       |
|                                                                  | Partito Socialista Democratico Italiano     | 365    | 3,79  | 1     | 0,23           | Stabile |
|                                                                  | Partito Repubblicano Italiano               | 349    | 3,62  | 1     | 1,75           | Stabile |
|                                                                  | Movimento Sociale Italiano-Destra Nazionale | 322    | 3,34  | 1     | 0,84           | 1       |
| Totale                                                           | Totale                                      | 9 641  | 100   | 30    |                |         |
| Votanti                                                          | Votanti                                     | 10 127 | 93,04 |       |                |         |
| Elettori                                                         | Elettori                                    | 10 844 | 100   |       |                |         |
| Fonte: Archivio storico delle elezioni - Ministero dell'Interno. |                                             |        |       |       |                |         |

### Beinasco
| Partito                                                          | Partito                                     | Voti   | %     | Seggi | Differenza (%) | /       |
| ---------------------------------------------------------------- | ------------------------------------------- | ------ | ----- | ----- | -------------- | ------- |
|                                                                  | Partito Comunista Italiano                  | 5 147  | 40,60 | 13    | 3,07           | 1       |
|                                                                  | Democrazia Cristiana                        | 2 846  | 22,45 | 7     | 2,17           | 1       |
|                                                                  | Partito Socialista Italiano                 | 2 327  | 18,36 | 6     | 2,03           | Stabile |
|                                                                  | Partito Repubblicano Italiano               | 847    | 6,68  | 2     | 5,02           | 2       |
|                                                                  | Movimento Sociale Italiano-Destra Nazionale | 451    | 3,56  | 1     | 1,02           | 1       |
|                                                                  | Partito Liberale Italiano                   | 440    | 3,47  | 1     | 0,20           | Stabile |
|                                                                  | Partito Socialista Democratico Italiano     | 381    | 3,01  | 0     | 0,94           | 1       |
|                                                                  | Piemont                                     | 238    | 1,88  | 0     | -              | -       |
| Totale                                                           | Totale                                      | 12 677 | 100   | 30    |                |         |
| Votanti                                                          | Votanti                                     | 13 544 | 93,46 |       |                |         |
| Elettori                                                         | Elettori                                    | 14 491 | 100   |       |                |         |
| Fonte: Archivio storico delle elezioni - Ministero dell'Interno. |                                             |        |       |       |                |         |

### Carmagnola
| Partito                                                          | Partito                                     | Voti   | %     | Seggi | Differenza (%) | /       |
| ---------------------------------------------------------------- | ------------------------------------------- | ------ | ----- | ----- | -------------- | ------- |
|                                                                  | Democrazia Cristiana                        | 7 150  | 44,67 | 15    | 0,27           | Stabile |
|                                                                  | Partito Comunista Italiano                  | 3 160  | 19,74 | 7     | 2,57           | Stabile |
|                                                                  | Partito Socialista Democratico Italiano     | 1 791  | 11,19 | 4     | 0,13           | 1       |
|                                                                  | Partito Socialista Italiano                 | 1 319  | 8,24  | 2     | 2,89           | 1       |
|                                                                  | Partito Liberale Italiano                   | 811    | 5,07  | 1     | 0,89           | Stabile |
|                                                                  | Movimento Sociale Italiano-Destra Nazionale | 499    | 3,12  | 1     | Stabile        | Stabile |
|                                                                  | Coalizione Area Governativa                 | 447    | 2,79  | 0     | -              | -       |
|                                                                  | Eterogenea                                  | 426    | 2,68  | 0     | -              | -       |
|                                                                  | Partito Repubblicano Italiano               | 403    | 2,52  | 0     | 1,03           | Stabile |
| Totale                                                           | Totale                                      | 16 006 | 100   | 30    |                |         |
| Votanti                                                          | Votanti                                     | 17 114 | 92,76 |       |                |         |
| Elettori                                                         | Elettori                                    | 18 450 | 100   |       |                |         |
| Fonte: Archivio storico delle elezioni - Ministero dell'Interno. |                                             |        |       |       |                |         |

### Chieri
| Partito                                                          | Partito                                     | Voti   | %     | Seggi | Differenza (%) | /       |
| ---------------------------------------------------------------- | ------------------------------------------- | ------ | ----- | ----- | -------------- | ------- |
|                                                                  | Democrazia Cristiana                        | 8 028  | 38,45 | 16    | 3,39           | 2       |
|                                                                  | Partito Comunista Italiano                  | 4 908  | 17,31 | 6     | 1,78           | Stabile |
|                                                                  | Partito Socialista Italiano                 | 3 048  | 14,60 | 6     | 0,55           | Stabile |
|                                                                  | Partito Repubblicano Italiano               | 1 478  | 7,08  | 3     | 1,94           | 1       |
|                                                                  | Movimento Sociale Italiano-Destra Nazionale | 960    | 4,60  | 2     | 0,37           | 1       |
|                                                                  | Partito Liberale Italiano                   | 896    | 4,29  | 1     | 1,17           | 1       |
|                                                                  | Partito Socialista Democratico Italiano     | 810    | 3,88  | 1     | 0,35           | Stabile |
|                                                                  | Lista Verde                                 | 750    | 3,59  | 1     | -              | 1       |
| Totale                                                           | Totale                                      | 20 878 | 100   | 40    |                |         |
| Votanti                                                          | Votanti                                     | 22 183 | 91,76 |       |                |         |
| Elettori                                                         | Elettori                                    | 24 175 | 100   |       |                |         |
| Fonte: Archivio storico delle elezioni - Ministero dell'Interno. |                                             |        |       |       |                |         |

### Chivasso
| Partito                                                          | Partito                                     | Voti   | %     | Seggi | Differenza (%) | /       |
| ---------------------------------------------------------------- | ------------------------------------------- | ------ | ----- | ----- | -------------- | ------- |
|                                                                  | Democrazia Cristiana                        | 5 565  | 31,04 | 12    | 3,26           | 3       |
|                                                                  | Partito Comunista Italiano                  | 4 375  | 24,41 | 8     | 5,59           | 2       |
|                                                                  | Partito Socialista Italiano                 | 2 946  | 16,43 | 5     | 6,59           | 2       |
|                                                                  | Partito Repubblicano Italiano               | 1 164  | 6,49  | 2     | 1,38           | 1       |
|                                                                  | Partito Liberale Italiano                   | 854    | 4,76  | 1     | 0,32           | Stabile |
|                                                                  | Lista Civica                                | 790    | 4,41  | 1     | -              | 1       |
|                                                                  | Lista Verde                                 | 692    | 3,86  | 1     | -              | 1       |
|                                                                  | Movimento Sociale Italiano-Destra Nazionale | 668    | 3,73  | 1     | 1,06           | Stabile |
|                                                                  | Partito Socialista Democratico Italiano     | 584    | 3,26  | 1     | 0,97           | Stabile |
|                                                                  | Alternativa Chivassese                      | 288    | 1,61  | 0     | -              | -       |
| Totale                                                           | Totale                                      | 17 926 | 100   | 30    |                |         |
| Votanti                                                          | Votanti                                     | 19 061 | 91,92 |       |                |         |
| Elettori                                                         | Elettori                                    | 20 736 | 100   |       |                |         |
| Fonte: Archivio storico delle elezioni - Ministero dell'Interno. |                                             |        |       |       |                |         |

### Collegno
| Partito                                                          | Partito                                     | Voti   | %     | Seggi | Differenza (%) | /       |
| ---------------------------------------------------------------- | ------------------------------------------- | ------ | ----- | ----- | -------------- | ------- |
|                                                                  | Partito Comunista Italiano                  | 13 602 | 41,71 | 18    | 2,80           | 1       |
|                                                                  | Democrazia Cristiana                        | 6 225  | 19,09 | 8     | 0,35           | Stabile |
|                                                                  | Partito Socialista Italiano                 | 5 856  | 17,96 | 8     | 1,65           | Stabile |
|                                                                  | Partito Repubblicano Italiano               | 5 856  | 6,55  | 2     | 2,98           | 1       |
|                                                                  | Movimento Sociale Italiano-Destra Nazionale | 1 696  | 5,19  | 2     | 1,72           | 1       |
|                                                                  | Partito Liberale Italiano                   | 1 383  | 4,24  | 1     | 0,13           | Stabile |
|                                                                  | Partito Socialista Democratico Italiano     | 911    | 2,79  | 1     | 2,23           | 1       |
|                                                                  | Democrazia Proletaria                       | 804    | 2,47  | 1     | -              | 1       |
| Totale                                                           | Totale                                      | 32 612 | 100   | 40    |                |         |
| Votanti                                                          | Votanti                                     | 34 599 | 91,50 |       |                |         |
| Elettori                                                         | Elettori                                    | 37 812 | 100   |       |                |         |
| Fonte: Archivio storico delle elezioni - Ministero dell'Interno. |                                             |        |       |       |                |         |

### Grugliasco
| Partito                                                          | Partito                                     | Voti   | %     | Seggi | Differenza (%) | /       |
| ---------------------------------------------------------------- | ------------------------------------------- | ------ | ----- | ----- | -------------- | ------- |
|                                                                  | Partito Comunista Italiano                  | 10 042 | 40,99 | 17    | 3,88           | 2       |
|                                                                  | Partito Socialista Italiano                 | 5 203  | 21,24 | 9     | 2,56           | 1       |
|                                                                  | Democrazia Cristiana                        | 5 082  | 20,75 | 9     | 0,92           | 1       |
|                                                                  | Movimento Sociale Italiano-Destra Nazionale | 1 072  | 4,38  | 1     | 1,57           | Stabile |
|                                                                  | Partito Socialista Democratico Italiano     | 973    | 3,97  | 1     | 0,69           | 1       |
|                                                                  | Partito Repubblicano Italiano               | 936    | 3,82  | 1     | 1,61           | 1       |
|                                                                  | Democrazia Proletaria                       | 612    | 2,50  | 1     | -              | 1       |
|                                                                  | Partito Liberale Italiano                   | 577    | 2,36  | 1     | 0,54           | 1       |
| Totale                                                           | Totale                                      | 24 497 | 100   | 40    |                |         |
| Votanti                                                          | Votanti                                     | 25 908 | 92,45 |       |                |         |
| Elettori                                                         | Elettori                                    | 28 024 | 100   |       |                |         |
| Fonte: Archivio storico delle elezioni - Ministero dell'Interno. |                                             |        |       |       |                |         |

### Ivrea
| Partito                                                          | Partito                                     | Voti   | %     | Seggi | Differenza (%) | /       |
| ---------------------------------------------------------------- | ------------------------------------------- | ------ | ----- | ----- | -------------- | ------- |
|                                                                  | Partito Comunista Italiano                  | 4 738  | 25,66 | 8     | 4,11           | 1       |
|                                                                  | Democrazia Cristiana                        | 4 238  | 22,96 | 7     | 1,95           | 1       |
|                                                                  | Partito Socialista Italiano                 | 3 084  | 16,70 | 5     | 0,72           | Stabile |
|                                                                  | Partito Repubblicano Italiano               | 2 676  | 14,49 | 5     | 5,81           | 3       |
|                                                                  | Partito Socialista Democratico Italiano     | 1 348  | 7,30  | 2     | 4,68           | 2       |
|                                                                  | Movimento Sociale Italiano-Destra Nazionale | 972    | 5,26  | 1     | 1,13           | Stabile |
|                                                                  | Partito Liberale Italiano                   | 734    | 3,98  | 1     | 0,58           | Stabile |
|                                                                  | Democrazia Proletaria                       | 672    | 3,64  | 1     | -              | 1       |
| Totale                                                           | Totale                                      | 18 462 | 100   | 30    |                |         |
| Votanti                                                          | Votanti                                     | 19 831 | 88,14 |       |                |         |
| Elettori                                                         | Elettori                                    | 22 499 | 100   |       |                |         |
| Fonte: Archivio storico delle elezioni - Ministero dell'Interno. |                                             |        |       |       |                |         |

### Moncalieri
| Partito                                                          | Partito                                     | Voti   | %     | Seggi | Differenza (%) | /       |
| ---------------------------------------------------------------- | ------------------------------------------- | ------ | ----- | ----- | -------------- | ------- |
|                                                                  | Partito Comunista Italiano                  | 12 314 | 29,60 | 12    | 3,95           | 2       |
|                                                                  | Democrazia Cristiana                        | 10 184 | 24,48 | 10    | 1,76           | 1       |
|                                                                  | Partito Socialista Italiano                 | 9 627  | 23,14 | 10    | 2,69           | 1       |
|                                                                  | Partito Repubblicano Italiano               | 2 919  | 7,02  | 3     | 2,90           | 2       |
|                                                                  | Partito Liberale Italiano                   | 2 367  | 5,69  | 2     | 0,04           | Stabile |
|                                                                  | Movimento Sociale Italiano-Destra Nazionale | 2 088  | 5,02  | 2     | 1,37           | 1       |
|                                                                  | Partito Socialista Democratico Italiano     | 1 241  | 2,98  | 1     | 1,83           | 1       |
|                                                                  | Democrazia Proletaria                       | 860    | 2,07  | 0     | -              | -       |
| Totale                                                           | Totale                                      | 41 600 | 100   | 40    |                |         |
| Votanti                                                          | Votanti                                     | 44 290 | 92,14 |       |                |         |
| Elettori                                                         | Elettori                                    | 48 067 | 100   |       |                |         |
| Fonte: Archivio storico delle elezioni - Ministero dell'Interno. |                                             |        |       |       |                |         |

### Nichelino
| Partito                                                          | Partito                                     | Voti   | %     | Seggi | Differenza (%) | /       |
| ---------------------------------------------------------------- | ------------------------------------------- | ------ | ----- | ----- | -------------- | ------- |
|                                                                  | Partito Comunista Italiano                  | 12 023 | 40,49 | 17    | 7,24           | 2       |
|                                                                  | Partito Socialista Italiano                 | 6 748  | 22,73 | 10    | 3,36           | 2       |
|                                                                  | Democrazia Cristiana                        | 6 034  | 20,32 | 8     | 1,54           | Stabile |
|                                                                  | Partito Socialista Democratico Italiano     | 1 592  | 5,36  | 2     | -              | Stabile |
|                                                                  | Movimento Sociale Italiano-Destra Nazionale | 1 078  | 3,63  | 1     | 1,04           | Stabile |
|                                                                  | Partito Liberale Italiano                   | 993    | 3,34  | 1     |                | Stabile |
|                                                                  | Partito Repubblicano Italiano               | 741    | 2,50  | 1     | 1,46           | 1       |
|                                                                  | Democrazia Proletaria                       | 483    | 1,63  | 0     | -              | -       |
| Totale                                                           | Totale                                      | 29 262 | 100   | 40    |                |         |
| Votanti                                                          | Votanti                                     | 31 590 | 92,84 |       |                |         |
| Elettori                                                         | Elettori                                    | 34 026 | 100   |       |                |         |
| Fonte: Archivio storico delle elezioni - Ministero dell'Interno. |                                             |        |       |       |                |         |

### Orbassano
| Partito                                                          | Partito                                     | Voti   | %     | Seggi | Differenza (%) | /       |
| ---------------------------------------------------------------- | ------------------------------------------- | ------ | ----- | ----- | -------------- | ------- |
|                                                                  | Partito Comunista Italiano                  | 3 705  | 29,76 | 10    | 3,69           | 2       |
|                                                                  | Partito Socialista Italiano                 | 3 277  | 26,32 | 8     | 4,45           | 1       |
|                                                                  | Democrazia Cristiana                        | 2 228  | 17,90 | 6     | 4,14           | 1       |
|                                                                  | Partito Socialista Democratico Italiano     | 1 111  | 8,92  | 2     | 2,51           | Stabile |
|                                                                  | Progressisti Indipendenti                   | 813    | 6,53  | 2     | -              | 2       |
|                                                                  | Partito Repubblicano Italiano               | 576    | 4,63  | 1     | 2,80           | 1       |
|                                                                  | Movimento Sociale Italiano-Destra Nazionale | 502    | 4,03  | 1     | 1,54           | 1       |
|                                                                  | Democrazia Proletaria                       | 237    | 1,90  | 0     | -              | -       |
| Totale                                                           | Totale                                      | 12 449 | 100   | 30    |                |         |
| Votanti                                                          | Votanti                                     | 13 163 | 93,02 |       |                |         |
| Elettori                                                         | Elettori                                    | 14 150 | 100   |       |                |         |
| Fonte: Archivio storico delle elezioni - Ministero dell'Interno. |                                             |        |       |       |                |         |

### Pinerolo
| Partito                                                          | Partito                                     | Voti   | %     | Seggi | Differenza (%) | /       |
| ---------------------------------------------------------------- | ------------------------------------------- | ------ | ----- | ----- | -------------- | ------- |
|                                                                  | Democrazia Cristiana                        | 8 366  | 33,66 | 14    | 4,80           | 3       |
|                                                                  | Partito Comunista Italiano                  | 4 997  | 20,11 | 8     | 3,83           | 2       |
|                                                                  | Partito Socialista Italiano                 | 4 068  | 16,37 | 7     | 5,28           | 2       |
|                                                                  | Partito Liberale Italiano                   | 2 558  | 10,29 | 4     | 1,83           | 1       |
|                                                                  | Partito Socialista Democratico Italiano     | 1 480  | 5,96  | 2     | 1,01           | Stabile |
|                                                                  | Partito Repubblicano Italiano               | 1 413  | 5,69  | 2     | 1,29           | 1       |
|                                                                  | Democrazia Proletaria                       | 1 184  | 4,76  | 2     | 0,65           | 1       |
|                                                                  | Movimento Sociale Italiano-Destra Nazionale | 787    | 3,17  | 1     | 0,51           | Stabile |
| Totale                                                           | Totale                                      | 24 853 | 100   | 40    |                |         |
| Votanti                                                          | Votanti                                     | 26 487 | 90,88 |       |                |         |
| Elettori                                                         | Elettori                                    | 29 146 | 100   |       |                |         |
| Fonte: Archivio storico delle elezioni - Ministero dell'Interno. |                                             |        |       |       |                |         |

### Piossasco
| Partito                                                          | Partito                                     | Voti   | %     | Seggi | Differenza (%) | /       |
| ---------------------------------------------------------------- | ------------------------------------------- | ------ | ----- | ----- | -------------- | ------- |
|                                                                  | Partito Comunista Italiano                  | 2 643  | 26,45 | 8     | 3,33           | 1       |
|                                                                  | Democrazia Cristiana                        | 2 394  | 23,96 | 8     | 3,10           | 3       |
|                                                                  | Partito Socialista Italiano                 | 1 521  | 15,22 | 5     | 4,42           | 3       |
|                                                                  | Sinistra Indipendente                       | 1 419  | 14,20 | 4     | 1,07           | 1       |
|                                                                  | Partito Liberale Italiano                   | 495    | 4,95  | 1     |                | 1       |
|                                                                  | Lista Verde                                 | 412    | 4,12  | 1     | -              | 1       |
|                                                                  | Movimento Sociale Italiano-Destra Nazionale | 399    | 3,99  | 1     | 1,61           | 1       |
|                                                                  | Partito Socialista Democratico Italiano     | 356    | 3,56  | 1     | 4,56           | Stabile |
|                                                                  | Partito Repubblicano Italiano               | 352    | 3,52  | 1     | -              | 1       |
| Totale                                                           | Totale                                      | 9 991  | 100   | 30    |                |         |
| Votanti                                                          | Votanti                                     | 10 616 | 92,68 |       |                |         |
| Elettori                                                         | Elettori                                    | 11 454 | 100   |       |                |         |
| Fonte: Archivio storico delle elezioni - Ministero dell'Interno. |                                             |        |       |       |                |         |

### Rivalta di Torino
| Partito                                                          | Partito                                     | Voti   | %     | Seggi | Differenza (%) | /       |
| ---------------------------------------------------------------- | ------------------------------------------- | ------ | ----- | ----- | -------------- | ------- |
|                                                                  | Partito Comunista Italiano                  | 2 789  | 30,11 | 10    | 5,39           | 1       |
|                                                                  | Democrazia Cristiana                        | 2 609  | 28,16 | 9     | 1,02           | Stabile |
|                                                                  | Partito Socialista Italiano                 | 1 803  | 19,46 | 6     | 2,40           | 1       |
|                                                                  | Partito Repubblicano Italiano               | 760    | 8,20  | 2     | 1,40           | Aumento |
|                                                                  | Partito Socialista Democratico Italiano     | 535    | 5,78  | 1     | 0,45           | 1       |
|                                                                  | Movimento Sociale Italiano-Destra Nazionale | 414    | 4,47  | 1     | 1,09           | Stabile |
|                                                                  | Partito Liberale Italiano                   | 354    | 3,82  | 1     | -              | 1       |
| Totale                                                           | Totale                                      | 9 264  | 100   | 30    |                |         |
| Votanti                                                          | Votanti                                     | 9 890  | 93,80 |       |                |         |
| Elettori                                                         | Elettori                                    | 10 544 | 100   |       |                |         |
| Fonte: Archivio storico delle elezioni - Ministero dell'Interno. |                                             |        |       |       |                |         |

### Rivoli
| Partito                                                          | Partito                                     | Voti   | %     | Seggi | Differenza (%) | /       |
| ---------------------------------------------------------------- | ------------------------------------------- | ------ | ----- | ----- | -------------- | ------- |
|                                                                  | Partito Comunista Italiano                  | 11 252 | 33,55 | 14    | 6,92           | 3       |
|                                                                  | Democrazia Cristiana                        | 7 802  | 23,26 | 10    | 0,17           | Stabile |
|                                                                  | Partito Socialista Italiano                 | 6 570  | 19,59 | 8     | 0,53           | Stabile |
|                                                                  | Partito Liberale Italiano                   | 2 044  | 6,09  | 2     | Stabile        | Stabile |
|                                                                  | Lista Civica                                | 1 689  | 5,04  | 2     | -              | 2       |
|                                                                  | Movimento Sociale Italiano-Destra Nazionale | 1 360  | 4,06  | 1     | 0,61           | Stabile |
|                                                                  | Partito Repubblicano Italiano               | 1 164  | 3,47  | 1     | 0,34           | Stabile |
|                                                                  | Partito Socialista Democratico Italiano     | 841    | 2,51  | 1     | 1,83           | Stabile |
|                                                                  | Democrazia Proletaria                       | 814    | 2,43  | 1     | -              | 1       |
| Totale                                                           | Totale                                      | 33 536 | 100   | 30    |                |         |
| Votanti                                                          | Votanti                                     | 35 476 | 92,41 |       |                |         |
| Elettori                                                         | Elettori                                    | 38 391 | 100   |       |                |         |
| Fonte: Archivio storico delle elezioni - Ministero dell'Interno. |                                             |        |       |       |                |         |

### San Mauro Torinese
| Partito                                                          | Partito                                     | Voti   | %     | Seggi | Differenza (%) | /       |
| ---------------------------------------------------------------- | ------------------------------------------- | ------ | ----- | ----- | -------------- | ------- |
|                                                                  | Democrazia Cristiana                        | 3 479  | 31,54 | 10    | 0,20           | Stabile |
|                                                                  | Partito Comunista Italiano                  | 3 247  | 29,44 | 10    | 3,86           | 1       |
|                                                                  | Partito Socialista Italiano                 | 2 305  | 20,90 | 7     | 3,85           | 2       |
|                                                                  | Partito Repubblicano Italiano               | 551    | 5,00  | 1     |                | 1       |
|                                                                  | Movimento Sociale Italiano-Destra Nazionale | 509    | 4,62  | 1     | 1,83           | 1       |
|                                                                  | Partito Liberale Italiano                   | 431    | 3,91  | 1     | -              | 1       |
|                                                                  | Partito Socialista Democratico Italiano     | 282    | 2,56  | 0     | 1,19           | 1       |
|                                                                  | Democrazia Proletaria                       | 225    | 2,04  | 0     | -              | -       |
| Totale                                                           | Totale                                      | 11 029 | 100   | 30    |                |         |
| Votanti                                                          | Votanti                                     | 11 596 | 94,00 |       |                |         |
| Elettori                                                         | Elettori                                    | 12 336 | 100   |       |                |         |
| Fonte: Archivio storico delle elezioni - Ministero dell'Interno. |                                             |        |       |       |                |         |

### Settimo Torinese
| Partito                                                          | Partito                                     | Voti   | %     | Seggi | Differenza (%) | /       |
| ---------------------------------------------------------------- | ------------------------------------------- | ------ | ----- | ----- | -------------- | ------- |
|                                                                  | Partito Comunista Italiano                  | 12 051 | 40,09 | 17    | 3,62           | 1       |
|                                                                  | Democrazia Cristiana                        | 6 830  | 22,96 | 9     | 0,83           | 1       |
|                                                                  | Partito Socialista Italiano                 | 8 061  | 20,19 | 8     | 3,48           | 1       |
|                                                                  | Partito Socialista Democratico Italiano     | 1 311  | 4,36  | 1     | 0,12           | Stabile |
|                                                                  | Movimento Sociale Italiano-Destra Nazionale | 1 287  | 4,28  | 1     | 1,57           | Stabile |
|                                                                  | Democrazia Proletaria                       | 862    | 2,87  | 1     | -              | 1       |
|                                                                  | Partito Repubblicano Italiano               | 818    | 2,72  | 1     | 0,09           | Stabile |
|                                                                  | Partito Liberale Italiano                   | 763    | 2,54  | 1     | 0,87           | Stabile |
| Totale                                                           | Totale                                      | 30 063 | 100   | 40    |                |         |
| Votanti                                                          | Votanti                                     | 32 170 | 93,15 |       |                |         |
| Elettori                                                         | Elettori                                    | 34 537 | 100   |       |                |         |
| Fonte: Archivio storico delle elezioni - Ministero dell'Interno. |                                             |        |       |       |                |         |

### Venaria Reale
| Partito                                                          | Partito                                      | Voti   | %     | Seggi | Differenza (%) | /       |
| ---------------------------------------------------------------- | -------------------------------------------- | ------ | ----- | ----- | -------------- | ------- |
|                                                                  | Partito Comunista Italiano                   | 6 280  | 33,13 | 11    | 3,22           | 1       |
|                                                                  | Democrazia Cristiana                         | 4 280  | 22,58 | 7     | 0,57           | 1       |
|                                                                  | Partito Socialista Italiano                  | 3 823  | 20,17 | 7     | 2,71           | Stabile |
|                                                                  | Partito Socialista Democratico Italiano      | 1 955  | 10,31 | 3     | 3,04           | 1       |
|                                                                  | Partito Repubblicano Italiano                | 776    | 4,09  | 1     | 2,69           | 1       |
|                                                                  | Movimento Sociale Italiano-Destra Nazionale  | 668    | 3,52  | 1     | 1,16           | 1       |
|                                                                  | Partito Liberale Italiano-Alleanza Venariese | 413    | 2,34  | 0     | 1,83           | 1       |
|                                                                  | Democrazia Proletaria                        | 434    | 2,29  | 0     | -              | -       |
|                                                                  | Circolo Anziani Venariesi                    | 295    | 1,56  | 0     | -              | -       |
| Totale                                                           | Totale                                       | 18 954 | 100   | 30    |                |         |
| Votanti                                                          | Votanti                                      | 20 044 | 92,06 |       |                |         |
| Elettori                                                         | Elettori                                     | 21,772 | 100   |       |                |         |
| Fonte: Archivio storico delle elezioni - Ministero dell'Interno. |                                              |        |       |       |                |         |

## Provincia di Alessandria

### Alessandria
| Partito                                                          | Partito                                     | Voti   | %     | Seggi | Differenza (%) | /       |
| ---------------------------------------------------------------- | ------------------------------------------- | ------ | ----- | ----- | -------------- | ------- |
|                                                                  | Partito Comunista Italiano                  | 22 062 | 31,33 | 17    | 3,78           | 1       |
|                                                                  | Partito Socialista Italiano                 | 17 935 | 25,47 | 14    | 2,41           | 2       |
|                                                                  | Democrazia Cristiana                        | 16 385 | 23,27 | 12    | 1,62           | 1       |
|                                                                  | Movimento Sociale Italiano-Destra Nazionale | 3 502  | 4,97  | 2     | 1,31           | 1       |
|                                                                  | Partito Socialista Democratico Italiano     | 3 392  | 4,82  | 2     | 0,84           | 1       |
|                                                                  | Partito Repubblicano Italiano               | 2 408  | 3,42  | 1     | 0,70           | Stabile |
|                                                                  | Partito Liberale Italiano                   | 2 030  | 2,88  | 1     | 1,06           | 1       |
|                                                                  | Alleanza Pensionati d'Italia                | 1 800  | 2,56  | 1     | -              | 1       |
|                                                                  | Democrazia Proletaria                       | 893    | 1,27  | 0     | -              | -       |
| Totale                                                           | Totale                                      | 70 407 | 100   | 50    |                |         |
| Votanti                                                          | Votanti                                     | 74 422 | 92,16 |       |                |         |
| Elettori                                                         | Elettori                                    | 80 757 | 100   |       |                |         |
| Fonte: Archivio storico delle elezioni - Ministero dell'Interno. |                                             |        |       |       |                |         |

### Acqui Terme
| Partito                                                          | Partito                                     | Voti   | %     | Seggi | Differenza (%) | /       |
| ---------------------------------------------------------------- | ------------------------------------------- | ------ | ----- | ----- | -------------- | ------- |
|                                                                  | Partito Comunista Italiano                  | 4 674  | 30,12 | 10    | 4,48           | 2       |
|                                                                  | Democrazia Cristiana                        | 3 819  | 24,61 | 8     | 0,79           | Stabile |
|                                                                  | Partito Socialista Italiano                 | 3 784  | 24,38 | 8     | 1,86           | 1       |
|                                                                  | Partito Socialista Democratico Italiano     | 905    | 5,83  | 1     | 0,03           | Stabile |
|                                                                  | Partito Repubblicano Italiano               | 717    | 4,62  | 1     | 0,49           | Stabile |
|                                                                  | Lista Verde                                 | 634    | 4,09  | 1     | -              | 1       |
|                                                                  | Movimento Sociale Italiano-Destra Nazionale | 529    | 3,41  | 1     | 1,60           | 1       |
|                                                                  | Partito Liberale Italiano                   | 458    | 2,95  | 0     | 1,72           | 1       |
| Totale                                                           | Totale                                      | 15 520 | 100   | 30    |                |         |
| Votanti                                                          | Votanti                                     | 16 636 | 91,37 |       |                |         |
| Elettori                                                         | Elettori                                    | 17 878 | 100   |       |                |         |
| Fonte: Archivio storico delle elezioni - Ministero dell'Interno. |                                             |        |       |       |                |         |

### Novi Ligure
| Partito                                                          | Partito                                     | Voti   | %     | Seggi | Differenza (%) | /       |
| ---------------------------------------------------------------- | ------------------------------------------- | ------ | ----- | ----- | -------------- | ------- |
|                                                                  | Partito Comunista Italiano                  | 8 960  | 39,49 | 17    | 3,52           | 2       |
|                                                                  | Democrazia Cristiana                        | 5 536  | 24,40 | 10    | 1,17           | Stabile |
|                                                                  | Partito Socialista Italiano                 | 3 046  | 13,42 | 6     | 0,36           | 1       |
|                                                                  | Partito Socialista Democratico Italiano     | 1 460  | 6,43  | 2     | 0,29           | 1       |
|                                                                  | Partito Liberale Italiano                   | 1 102  | 4,86  | 2     | 1,42           | 1       |
|                                                                  | Partito Repubblicano Italiano               | 1 097  | 4,83  | 2     | 2,59           | 2       |
|                                                                  | Movimento Sociale Italiano-Destra Nazionale | 1 014  | 4,47  | 1     | 1,23           | Stabile |
|                                                                  | Alternativa Verde                           | 120    | 2,09  | 0     | -              | -       |
| Totale                                                           | Totale                                      | 22 690 | 100   | 40    |                |         |
| Votanti                                                          | Votanti                                     | 23 744 | 92,37 |       |                |         |
| Elettori                                                         | Elettori                                    | 25 705 | 100   |       |                |         |
| Fonte: Archivio storico delle elezioni - Ministero dell'Interno. |                                             |        |       |       |                |         |

### Tortona
| Partito                                                          | Partito                                     | Voti   | %     | Seggi | Differenza (%) | /       |
| ---------------------------------------------------------------- | ------------------------------------------- | ------ | ----- | ----- | -------------- | ------- |
|                                                                  | Partito Comunista Italiano                  | 5 981  | 28,47 | 9     | 3,94           | 2       |
|                                                                  | Democrazia Cristiana                        | 5 462  | 26,00 | 8     | 1,80           | 1       |
|                                                                  | Partito Socialista Italiano                 | 3 192  | 15,19 | 5     | 1,03           | 1       |
|                                                                  | Partito Socialista Democratico Italiano     | 2 836  | 13,50 | 3     | 2,33           | Stabile |
|                                                                  | Partito Liberale Italiano                   | 1 347  | 6,41  | 2     | 0,29           | Stabile |
|                                                                  | Partito Repubblicano Italiano               | 892    | 4,25  | 1     | 0,33           | Stabile |
|                                                                  | Movimento Sociale Italiano-Destra Nazionale | 870    | 4,14  | 1     | 1,36           | 1       |
|                                                                  | Alleanza Pensionati d'Italia                | 430    | 2,05  | 0     | -              | -       |
| Totale                                                           | Totale                                      | 21 010 | 100   | 30    |                |         |
| Votanti                                                          | Votanti                                     | 21 976 | 91,44 |       |                |         |
| Elettori                                                         | Elettori                                    | 24 034 | 100   |       |                |         |
| Fonte: Archivio storico delle elezioni - Ministero dell'Interno. |                                             |        |       |       |                |         |

## Provincia di Asti

### Asti
| Partito                                                          | Partito                                     | Voti   | %     | Seggi | Differenza (%) | /       |
| ---------------------------------------------------------------- | ------------------------------------------- | ------ | ----- | ----- | -------------- | ------- |
|                                                                  | Democrazia Cristiana                        | 16 825 | 32,80 | 14    | 1,01           | Stabile |
|                                                                  | Partito Comunista Italiano                  | 12 857 | 24,00 | 10    | 2,63           | 1       |
|                                                                  | Partito Socialista Italiano                 | 8 131  | 15,50 | 6     | 1,11           | Stabile |
|                                                                  | Partito Socialista Democratico Italiano     | 5 678  | 10,82 | 4     | 0,93           | 1       |
|                                                                  | Partito Liberale Italiano                   | 2 640  | 5,03  | 2     | 0,15           | Stabile |
|                                                                  | Partito Repubblicano Italiano               | 2 420  | 4,61  | 2     | 0,03           | Stabile |
|                                                                  | Movimento Sociale Italiano-Destra Nazionale | 2 050  | 3,91  | 1     | 1,42           | Stabile |
|                                                                  | Democrazia Proletaria                       | 1 309  | 2,50  | 1     | 0,66           | 1       |
|                                                                  | Alleanza Pensionati d'Italia                | 815    | '1,55 | 0     | -              | -       |
| Totale                                                           | Totale                                      | 52 455 | 100   | 40    |                |         |
| Votanti                                                          | Votanti                                     | 56 476 | 90,75 |       |                |         |
| Elettori                                                         | Elettori                                    | 62 231 | 100   |       |                |         |
| Fonte: Archivio storico delle elezioni - Ministero dell'Interno. |                                             |        |       |       |                |         |

## Provincia di Cuneo

### Cuneo
| Partito                                                          | Partito                                     | Voti   | %     | Seggi | Differenza (%) | /       |
| ---------------------------------------------------------------- | ------------------------------------------- | ------ | ----- | ----- | -------------- | ------- |
|                                                                  | Democrazia Cristiana                        | 16 586 | 41,80 | 18    | 3,30           | 1       |
|                                                                  | Partito Socialista Italiano                 | 5 262  | 1326  | 5     | 0,62           | Stabile |
|                                                                  | Partito Comunista Italiano                  | 4 479  | 11,29 | 4     | 1,22           | 1       |
|                                                                  | Partito Socialista Democratico Italiano     | 3 858  | 9,72  | 4     | 0,72           | Stabile |
|                                                                  | Partito Repubblicano Italiano               | 2 946  | 7,43  | 3     | 0,21           | Stabile |
|                                                                  | Partito Liberale Italiano                   | 2 825  | 7,12  | 3     | 0,56           | 1       |
|                                                                  | Lista Verde                                 | 1 896  | 4,78  | 2     |                | 2       |
|                                                                  | Movimento Sociale Italiano-Destra Nazionale | 1 194  | 3,01  | 1     | 0,17           | Stabile |
|                                                                  | Piemont                                     | 630    | 1,59  | 0     | -              | -       |
| Totale                                                           | Totale                                      | 39 676 | 100   | 40    |                |         |
| Votanti                                                          | Votanti                                     | 41 440 | 92,37 |       |                |         |
| Elettori                                                         | Elettori                                    | 44 863 | 100   |       |                |         |
| Fonte: Archivio storico delle elezioni - Ministero dell'Interno. |                                             |        |       |       |                |         |

### Alba
| Partito                                                          | Partito                                     | Voti   | %      | Seggi | Differenza (%) | /       |
| ---------------------------------------------------------------- | ------------------------------------------- | ------ | ------ | ----- | -------------- | ------- |
|                                                                  | Democrazia Cristiana                        | 11 047 | 50,91  | 22    | 3,01           | 7       |
|                                                                  | Partito Comunista Italiano                  | 3 029  | 13,96  | 6     | 2,07           | 1       |
|                                                                  | Partito Repubblicano Italiano               | 2 662  | 12,27  | 5     | 0,47           | 1       |
|                                                                  | Partito Socialista Italiano                 | 2,215  | 10,21  | 4     | 0,14           | 1       |
|                                                                  | Partito Socialista Democratico Italiano     | 1 398  | 6,44   | 2     | 1,18           | Stabile |
|                                                                  | Partito Liberale Italiano                   | 990    | '4,56  | 1     | 0,93           | 1       |
|                                                                  | Movimento Sociale Italiano-Destra Nazionale | 360    | 1,66   | 0     | 0,06           | Stabile |
| Totale                                                           | Totale                                      | 21 701 | 100    | 40    |                |         |
| Votanti                                                          | Votanti                                     | 22 803 | 93,545 |       |                |         |
| Elettori                                                         | Elettori                                    | 24 379 | 100    |       |                |         |
| Fonte: Archivio storico delle elezioni - Ministero dell'Interno. |                                             |        |        |       |                |         |

### Bra
| Partito                                                          | Partito                                     | Voti   | %     | Seggi | Differenza (%) | /       |
| ---------------------------------------------------------------- | ------------------------------------------- | ------ | ----- | ----- | -------------- | ------- |
|                                                                  | Democrazia Cristiana                        | 7 195  | 39,63 | 13    | 0,41           | Stabile |
|                                                                  | Partito Socialista Italiano                 | 2 602  | 14,33 | 4     | 2,98           | 2       |
|                                                                  | Bra Nuova                                   | 2 342  | 12,90 | 4     | -              | 4       |
|                                                                  | Partito Comunista Italiano                  | 2 238  | 12,33 | 4     | 0,88           | Stabile |
|                                                                  | Partito Repubblicano Italiano               | 1 137  | 6,26  | 2     | 0,52           | 1       |
|                                                                  | Partito Liberale Italiano                   | 1 091  | 6,01  | 1     | 0,63           | 1       |
|                                                                  | Partito Socialista Democratico Italiano     | 956    | 5,27  | 1     | 0,78           | Stabile |
|                                                                  | Movimento Sociale Italiano-Destra Nazionale | 593    | 3,27  | 1     | 0,82           | Stabile |
| Totale                                                           | Totale                                      | 21 701 | 100   | 30    |                |         |
| Votanti                                                          | Votanti                                     | 22 803 | 93,54 |       |                |         |
| Elettori                                                         | Elettori                                    | 24 379 | 100   |       |                |         |
| Fonte: Archivio storico delle elezioni - Ministero dell'Interno. |                                             |        |       |       |                |         |

### Fossano
| Partito                                                          | Partito                                     | Voti   | %     | Seggi | Differenza (%) | /       |
| ---------------------------------------------------------------- | ------------------------------------------- | ------ | ----- | ----- | -------------- | ------- |
|                                                                  | Democrazia Cristiana                        | 6 764  | 42,56 | 14    | 2,85           | 1       |
|                                                                  | Partito Comunista Italiano                  | 2 400  | 15,10 | 5     | 5,83           | 2       |
|                                                                  | Partito Socialista Italiano                 | 2 196  | 13,82 | 4     | 6,40           | 2       |
|                                                                  | Partito Liberale Italiano                   | 1 989  | 12,52 | 4     | 1,49           | Stabile |
|                                                                  | Partito Repubblicano Italiano               | 879    | 5,53  | 1     | 0,13           | Stabile |
|                                                                  | Lista Verde Civica                          | 684    | 4,30  | 1     |                | 1       |
|                                                                  | Partito Socialista Democratico Italiano     | 620    | 3,90  | 1     | 0,95           | Stabile |
|                                                                  | Movimento Sociale Italiano-Destra Nazionale | 359    | 2,26  | 0     | 0,54           | Stabile |
| Totale                                                           | Totale                                      | 15 891 | 100   | 30    |                |         |
| Votanti                                                          | Votanti                                     | 16 859 | 93,08 |       |                |         |
| Elettori                                                         | Elettori                                    | 18 112 | 100   |       |                |         |
| Fonte: Archivio storico delle elezioni - Ministero dell'Interno. |                                             |        |       |       |                |         |

### Mondovì
| Partito                                                          | Partito                                          | Voti   | %     | Seggi | Differenza (%) | /       |
| ---------------------------------------------------------------- | ------------------------------------------------ | ------ | ----- | ----- | -------------- | ------- |
|                                                                  | Democrazia Cristiana                             | 6 272  | 40,42 | 13    | 4,42           | 1       |
|                                                                  | Partito Liberale Italiano-Cattolici Indipendenti | 3 815  | 24,58 | 8     | 1,72           | 1       |
|                                                                  | Partito Comunista Italiano                       | 1 537  | 9,90  | 3     | 1,70           | Stabile |
|                                                                  | Partito Repubblicano Italiano                    | 1 379  | 8,89  | 2     | 1,39           | Stabile |
|                                                                  | Partito Socialista Italiano                      | 1 186  | 7,64  | 2     | 2,19           | 1       |
|                                                                  | Lista Civica                                     | 586    | 3,78  | 1     | -              | 1       |
|                                                                  | Partito Socialista Democratico Italiano          | 558    | 3,60  | 1     | 0,14           | Stabile |
|                                                                  | Movimento Sociale Italiano-Destra Nazionale      | 185    | 1,19  | 0     | -              | -       |
| Totale                                                           | Totale                                           | 15 518 | 100   | 30    |                |         |
| Votanti                                                          | Votanti                                          | 16 345 | 91,49 |       |                |         |
| Elettori                                                         | Elettori                                         | 17 866 | 100   |       |                |         |
| Fonte: Archivio storico delle elezioni - Ministero dell'Interno. |                                                  |        |       |       |                |         |

### Saluzzo
| Partito                                                          | Partito                                     | Voti   | %     | Seggi | Differenza (%) | /       |
| ---------------------------------------------------------------- | ------------------------------------------- | ------ | ----- | ----- | -------------- | ------- |
|                                                                  | Democrazia Cristiana                        | 4 659  | 40,39 | 13    | 0,26           | Stabile |
|                                                                  | Partito Socialista Italiano                 | 1 635  | 14,17 | 4     | 1,62           | 1       |
|                                                                  | Partito Liberale Italiano                   | 1 458  | 12,64 | 4     | 0,06           | Stabile |
|                                                                  | Partito Comunista Italiano                  | 1 430  | 12,40 | 4     | 1,01           | Stabile |
|                                                                  | Partito Socialista Democratico Italiano     | 760    | 6,59  | 2     | 3,72           | 1       |
|                                                                  | Democrazia Proletaria-Lista Verde           | 599    | 5,19  | 1     | -              | 1       |
|                                                                  | Partito Repubblicano Italiano               | 545    | 4,72  | 1     | 1,21           | 1       |
|                                                                  | Movimento Sociale Italiano-Destra Nazionale | 449    | 3,89  | 1     | 1,09           | 1       |
| Totale                                                           | Totale                                      | 11 535 | 100   | 30    |                |         |
| Votanti                                                          | Votanti                                     | 12 139 | 91,42 |       |                |         |
| Elettori                                                         | Elettori                                    | 13 278 | 100   |       |                |         |
| Fonte: Archivio storico delle elezioni - Ministero dell'Interno. |                                             |        |       |       |                |         |

### Savigliano
| Partito                                                          | Partito                                 | Voti   | %     | Seggi | Differenza (%) | /       |
| ---------------------------------------------------------------- | --------------------------------------- | ------ | ----- | ----- | -------------- | ------- |
|                                                                  | Democrazia Cristiana                    | 6 039  | 45,36 | 15    | 2,38           | 1       |
|                                                                  | Partito Comunista Italiano              | 2 725  | 20,47 | 6     | 1,13           | 1       |
|                                                                  | Partito Socialista Italiano             | 1 420  | 10,67 | 3     | 4,27           | 1       |
|                                                                  | Partito Repubblicano Italiano           | 1 232  | 9,25  | 3     | 4,67           | 2       |
|                                                                  | Partito Liberale Italiano               | 1 098  | 8,25  | 2     | 0,26           | Stabile |
|                                                                  | Partito Socialista Democratico Italiano | 799    | 6,00  | 1     | 1,42           | 1       |
| Totale                                                           | Totale                                  | 13 313 | 100   | 30    |                |         |
| Votanti                                                          | Votanti                                 | 14 078 | 93,88 |       |                |         |
| Elettori                                                         | Elettori                                | 14 995 | 100   |       |                |         |
| Fonte: Archivio storico delle elezioni - Ministero dell'Interno. |                                         |        |       |       |                |         |

## Provincia di Novara

### Arona
| Partito                                                          | Partito                                     | Voti   | %     | Seggi | Differenza (%) | /       |
| ---------------------------------------------------------------- | ------------------------------------------- | ------ | ----- | ----- | -------------- | ------- |
|                                                                  | Democrazia Cristiana                        | 3 149  | 28,17 | 9     | 6,17           | 2       |
|                                                                  | Partito Socialista Italiano                 | 2 482  | 22,20 | 7     | 4,65           | 1       |
|                                                                  | Partito Comunista Italiano                  | 1 387  | 19,57 | 6     | 3,16           | 1       |
|                                                                  | Partito Socialista Democratico Italiano     | 1 381  | 12,35 | 4     | 1,29           | 1       |
|                                                                  | Partito Repubblicano Italiano               | 749    | 6,70  | 2     | 2,25           | 1       |
|                                                                  | Movimento Sociale Italiano-Destra Nazionale | 641    | 5,73  | 1     | 1,41           | Stabile |
|                                                                  | Partito Liberale Italiano                   | 590    | 5,28  | 1     | 0,28           | Stabile |
| Totale                                                           | Totale                                      | 11 180 | 100   | 30    |                |         |
| Votanti                                                          | Votanti                                     | 11 810 | 88,19 |       |                |         |
| Elettori                                                         | Elettori                                    | 13 116 | 100   |       |                |         |
| Fonte: Archivio storico delle elezioni - Ministero dell'Interno. |                                             |        |       |       |                |         |

### Borgomanero
| Partito                                                          | Partito                                     | Voti   | %     | Seggi | Differenza (%) | /       |
| ---------------------------------------------------------------- | ------------------------------------------- | ------ | ----- | ----- | -------------- | ------- |
|                                                                  | Democrazia Cristiana                        | 4 390  | 33,30 | 11    | 1,77           | Stabile |
|                                                                  | Partito Socialista Democratico Italiano     | 3 440  | 26,10 | 8     | 3,86           | 1       |
|                                                                  | Partito Comunista Italiano                  | 2 040  | 15,48 | 5     | 2,48           | 1       |
|                                                                  | Partito Socialista Italiano                 | 1 516  | 11,50 | 3     | 2,52           | 1       |
|                                                                  | Movimento Sociale Italiano-Destra Nazionale | 574    | 4,35  | 1     | 1,62           | 1       |
|                                                                  | Partito Repubblicano Italiano               | 527    | 4,00  | 1     | 0,01           | Stabile |
|                                                                  | Partito Liberale Italiano                   | 489    | 3,71  | 1     | 0,27           | Stabile |
|                                                                  | Democrazia Proletaria                       | 206    | 1,56  | 0     | -              | -       |
| Totale                                                           | Totale                                      | 13 182 | 100   | 30    |                |         |
| Votanti                                                          | Votanti                                     | 14 107 | 92,63 |       |                |         |
| Elettori                                                         | Elettori                                    | 15 229 | 100   |       |                |         |
| Fonte: Archivio storico delle elezioni - Ministero dell'Interno. |                                             |        |       |       |                |         |

### Domodossola
| Partito                                                          | Partito                                     | Voti   | %     | Seggi | Differenza (%) | /       |
| ---------------------------------------------------------------- | ------------------------------------------- | ------ | ----- | ----- | -------------- | ------- |
|                                                                  | Democrazia Cristiana                        | 4 508  | 33,57 | 11    | 4,57           | 2       |
|                                                                  | Partito Comunista Italiano                  | 3 415  | 25,43 | 8     | 4,07           | 2       |
|                                                                  | Partito Socialista Italiano                 | 1 974  | 14,70 | 4     | 4,42           | 1       |
|                                                                  | Partito Socialista Democratico Italiano     | 1 205  | 8,97  | 2     | 2,66           | Stabile |
|                                                                  | Unione Ossolana per l'Autonomia             | 888    | 6,61  | 2     | 9,72           | 3       |
|                                                                  | Partito Repubblicano Italiano               | 546    | 4,07  | 1     | 2,32           | 1       |
|                                                                  | Movimento Sociale Italiano-Destra Nazionale | 465    | 3,46  | 1     | 1,08           | 1       |
|                                                                  | Partito Liberale Italiano                   | 427    | 3,18  | 1     | 1,26           | Stabile |
| Totale                                                           | Totale                                      | 13 428 | 100   | 30    |                |         |
| Votanti                                                          | Votanti                                     | 14 096 | 88,05 |       |                |         |
| Elettori                                                         | Elettori                                    | 16 009 | 100   |       |                |         |
| Fonte: Archivio storico delle elezioni - Ministero dell'Interno. |                                             |        |       |       |                |         |

### Omegna
| Partito                                                          | Partito                                     | Voti   | %     | Seggi | Differenza (%) | /       |
| ---------------------------------------------------------------- | ------------------------------------------- | ------ | ----- | ----- | -------------- | ------- |
|                                                                  | Partito Comunista Italiano                  | 4 469  | 39,88 | 13    | 0,45           | 1       |
|                                                                  | Democrazia Cristiana                        | 2 836  | 25,31 | 8     | 0,54           | Stabile |
|                                                                  | Partito Socialista Italiano                 | 1 869  | 16,68 | 5     | 0,11           | Stabile |
|                                                                  | Partito Socialista Democratico Italiano     | 833    | 7,43  | 2     | 2,41           | 1       |
|                                                                  | Movimento Sociale Italiano-Destra Nazionale | 502    | 4,48  | 1     | 1,21           | Stabile |
|                                                                  | Partito Repubblicano Italiano               | 392    | 3,50  | 1     | 0,66           | 1       |
|                                                                  | Partito Liberale Italiano                   | 304    | 2,71  | 0     | 0,92           | 1       |
| Totale                                                           | Totale                                      | 11 205 | 100   | 30    |                |         |
| Votanti                                                          | Votanti                                     | 11 843 | 91,92 |       |                |         |
| Elettori                                                         | Elettori                                    | 12 884 | 100   |       |                |         |
| Fonte: Archivio storico delle elezioni - Ministero dell'Interno. |                                             |        |       |       |                |         |

### Verbania
| Partito                                                          | Partito                                     | Voti   | %     | Seggi | Differenza (%) | /       |
| ---------------------------------------------------------------- | ------------------------------------------- | ------ | ----- | ----- | -------------- | ------- |
|                                                                  | Partito Comunista Italiano                  | 6 539  | 30,10 | 13    | 5,56           | 2       |
|                                                                  | Democrazia Cristiana                        | 5 134  | 23,63 | 10    | 2,66           | 1       |
|                                                                  | Partito Socialista Italiano                 | 4 574  | 21,05 | 9     | 2,06           | 1       |
|                                                                  | Movimento Sociale Italiano-Destra Nazionale | 2 400  | 11,05 | 4     | 4,46           | 2       |
|                                                                  | Partito Socialista Democratico Italiano     | 1 005  | 4,63  | 1     | 0,51           | 1       |
|                                                                  | Partito Repubblicano Italiano               | 968    | 4,46  | 1     | 0,71           | Stabile |
|                                                                  | Democrazia Proletaria                       | 585    | 2,69  | 1     | -              | 1       |
|                                                                  | Partito Liberale Italiano                   | 521    | 2,40  | 1     | 0,18           | Stabile |
| Totale                                                           | Totale                                      | 21 726 | 100   | 40    |                |         |
| Votanti                                                          | Votanti                                     | 23 387 | 89,06 |       |                |         |
| Elettori                                                         | Elettori                                    | 26 259 | 100   |       |                |         |
| Fonte: Archivio storico delle elezioni - Ministero dell'Interno. |                                             |        |       |       |                |         |

## Provincia di Vercelli

### Vercelli
| Partito                                                          | Partito                                     | Voti   | %     | Seggi | Differenza (%) | /       |
| ---------------------------------------------------------------- | ------------------------------------------- | ------ | ----- | ----- | -------------- | ------- |
|                                                                  | Democrazia Cristiana                        | 12 040 | 32,20 | 14    | 0,79           | Stabile |
|                                                                  | Partito Comunista Italiano                  | 11 469 | 30,68 | 13    | 4,66           | 3       |
|                                                                  | Partito Socialista Italiano                 | 6 693  | 17,90 | 7     | 2,71           | 1       |
|                                                                  | Movimento Sociale Italiano-Destra Nazionale | 2 229  | 5,96  | 2     | 1,65           | 1       |
|                                                                  | Partito Liberale Italiano                   | 1 878  | 5,02  | 2     | 1,33           | Stabile |
|                                                                  | Partito Repubblicano Italiano               | 1 380  | 3,69  | 1     | 1,74           | 1       |
|                                                                  | Partito Socialista Democratico Italiano     | 1 236  | 3,31  | 1     | 0,66           | Stabile |
|                                                                  | Democrazia Proletaria                       | 463    | 1,14  | 0     | -              | -       |
| Totale                                                           | Totale                                      | 37 388 | 100   | 40    |                |         |
| Votanti                                                          | Votanti                                     | 39 866 | 91,58 |       |                |         |
| Elettori                                                         | Elettori                                    | 43 532 | 100   |       |                |         |
| Fonte: Archivio storico delle elezioni - Ministero dell'Interno. |                                             |        |       |       |                |         |

### Biella
| Partito                                                          | Partito                                     | Voti   | %     | Seggi | Differenza (%) | /       |
| ---------------------------------------------------------------- | ------------------------------------------- | ------ | ----- | ----- | -------------- | ------- |
|                                                                  | Democrazia Cristiana                        | 10 550 | 29,00 | 12    | 0,58           | Stabile |
|                                                                  | Partito Comunista Italiano                  | 9 299  | 25,56 | 11    | 2,83           | 1       |
|                                                                  | Partito Liberale Italiano                   | 4 491  | 12,34 | 5     | 1,92           | 1       |
|                                                                  | Partito Socialista Italiano                 | 3 539  | 9,73  | 4     | 0,11           | Stabile |
|                                                                  | Partito Repubblicano Italiano               | 2 555  | 7,02  | 3     | 2,43           | 2       |
|                                                                  | Movimento Sociale Italiano-Destra Nazionale | 2 451  | 6,74  | 2     | 1,94           | Stabile |
|                                                                  | Partito Socialista Democratico Italiano     | 1 830  | 5,03  | 2     | 2,50           | 1       |
|                                                                  | Lista Verde                                 | 1 669  | 4,59  | 1     | -              | 1       |
| Totale                                                           | Totale                                      | 36 384 | 100   | 40    |                |         |
| Votanti                                                          | Votanti                                     | 38 618 | 89,72 |       |                |         |
| Elettori                                                         | Elettori                                    | 43 045 | 100   |       |                |         |
| Fonte: Archivio storico delle elezioni - Ministero dell'Interno. |                                             |        |       |       |                |         |

### Borgosesia
| Partito                                                          | Partito                                     | Voti   | %     | Seggi | Differenza (%) | /       |
| ---------------------------------------------------------------- | ------------------------------------------- | ------ | ----- | ----- | -------------- | ------- |
|                                                                  | Partito Comunista Italiano                  | 2 925  | 26,94 | 9     | 2,17           | 1       |
|                                                                  | Democrazia Cristiana                        | 2 564  | 23,62 | 8     | 5,29           | 1       |
|                                                                  | Partito Socialista Italiano                 | 1 862  | 17,15 | 5     | 0,38           | Stabile |
|                                                                  | Partito Socialista Democratico Italiano     | 1 042  | 9,60  | 3     | 1,90           | 1       |
|                                                                  | Partito Liberale Italiano                   | 867    | 7,99  | 2     | 1,02           | 1       |
|                                                                  | Movimento Sociale Italiano-Destra Nazionale | 636    | 5,86  | 1     | 1,86           | 1       |
|                                                                  | Partito Repubblicano Italiano               | 429    | 3,95  | 1     | 1,92           | 1       |
|                                                                  | Altri Spazi                                 | 377    | 3,47  | 1     | -              | 1       |
|                                                                  | Unione Democratici Socialisti               | 154    | 1,42  | 0     | 1,01           | Stabile |
| Totale                                                           | Totale                                      | 10 656 | 100   | 30    |                |         |
| Votanti                                                          | Votanti                                     | 11 542 | 90,70 |       |                |         |
| Elettori                                                         | Elettori                                    | 12 726 | 100   |       |                |         |
| Fonte: Archivio storico delle elezioni - Ministero dell'Interno. |                                             |        |       |       |                |         |

### Cossato
| Partito                                                          | Partito                                     | Voti   | %     | Seggi | Differenza (%) | /       |
| ---------------------------------------------------------------- | ------------------------------------------- | ------ | ----- | ----- | -------------- | ------- |
|                                                                  | Partito Comunista Italiano                  | 5 064  | 46,52 | 15    | 1,73           | 1       |
|                                                                  | Democrazia Cristiana                        | 2 259  | 20,75 | 7     | 1,39           | Stabile |
|                                                                  | Partito Socialista Italiano                 | 1 455  | 13,37 | 4     | 1,29           | Stabile |
|                                                                  | Partito Liberale Italiano                   | 561    | 5,15  | 1     | 0,86           | Stabile |
|                                                                  | Partito Socialista Democratico Italiano     | 483    | 4,44  | 1     | 2,80           | 1       |
|                                                                  | Movimento Sociale Italiano-Destra Nazionale | 396    | 3,64  | 1     | 1,78           | 1       |
|                                                                  | Partito Repubblicano Italiano               | 381    | 3,50  | 1     | 1,30           | 1       |
|                                                                  | Democrazia Proletaria                       | 286    | 2,63  | 0     | 0,70           | Stabile |
| Totale                                                           | Totale                                      | 10 885 | 100   | 30    |                |         |
| Votanti                                                          | Votanti                                     | 11 720 | 91,33 |       |                |         |
| Elettori                                                         | Elettori                                    | 12 832 | 100   |       |                |         |
| Fonte: Archivio storico delle elezioni - Ministero dell'Interno. |                                             |        |       |       |                |         |

Template:Navbox